# كونستانتين لو بيج
كونستانتين لو بيج (بالفرنسية: Constantin Le Paige)‏ (و. 1852 – 1929 م) هو رياضياتي، وعالم فلك من بلجيكا . ولد في لييج .
توفي عن عمر يناهز 77 عاماً.

## التعليم
تعلم في جامعة لياج